# 식약일보
식약일보(食藥日報
, 영문명: Korea Food and Drug News)는 대한민국 서울에서 발행되는 식품, 의료, 제약, 화장품, 외식, 유통 관련 전문 주간지이다.
2010년 연합식품의약신문(聯合食品醫藥新聞, 영문명: The Food, Medical, Pharmaceutical and Cosmetic News Korea)으로 창간돼 2012년 8월 현재의 명칭으로 개칭했다. 특수주간신문으로 대판(타블로이드배판)으로 인쇄되고 있다.
2013년 기준으로, 1개월 구독료 10,000원으로 판매되고 있다. 실시간 인터넷뉴스(http://www..kfdn.co.kr 보관됨 2017-02-20 - 웨이백 머신) 도 운영되며, 식품과 의료 관련 위법 사항 적발 관련 소식을 특화하여 제공되고 있다. 과거기사 검색도 가능하다.
자매지로는 ‘소비자를위한신문(http://www.consumertimes.kr) ’이 있다. 본사는 서울특별시 강남구 역삼동에 있다.